# Boscawenia bryki
Boscawenia bryki är en fjärilsart som beskrevs av Schultze 1934. Boscawenia bryki ingår i släktet Boscawenia och familjen tandspinnare. Inga underarter finns listade i Catalogue of Life.